# Bichelamar

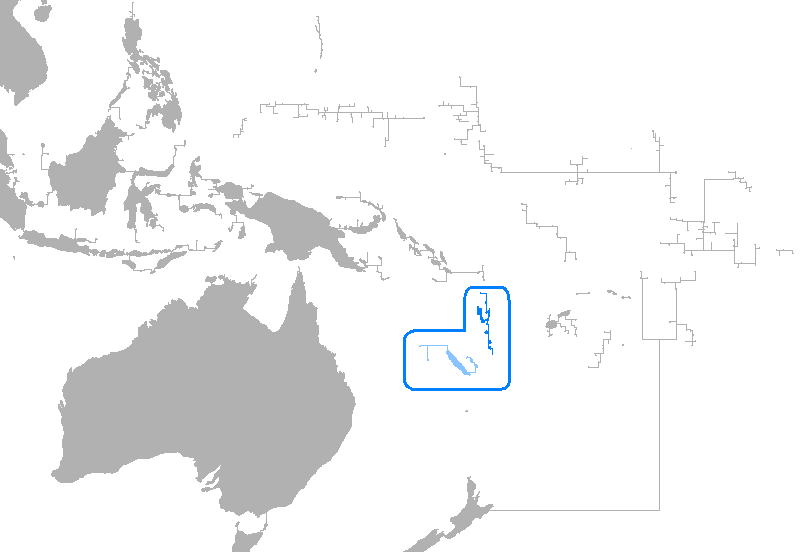
Zone géographique où est parlé le bichelamar

Le bichelamar, aussi appelé bichlamar ou bislama (autonyme : bislama, /bislaˈma/), est un créole à base lexicale anglaise, parlé au Vanuatu (anciennes Nouvelles-Hébrides).
C'est la langue véhiculaire de cet archipel qui compte, par ailleurs, environ cent-trente langues vernaculaires. Depuis son indépendance en 1980, c'est aussi l'une des trois langues officielles de la République du Vanuatu, à égalité avec le français et l'anglais.

## Origine du nom
Le mot bichelamar vient du portugais bicho do mar « bête de mer » qui désigne un animal marin, l'holothurie. En français, cet animal est appelé concombre de mer, mais parfois aussi bêche de mer ou biche de mer, notamment dans l'océan Pacifique (Nouvelle-Calédonie...). L'anglais ne connaît que sea cucumber. Les holothuries sont un produit consommé par les Chinois : leur commerce se fit d'abord avec les Malais, puis il s'étendit au Pacifique-Sud. Au milieu du XIXe siècle, des trafiquants, les beachcombers (« tamiseurs de plages » ou « batteurs de grève »), allèrent la ramasser sur les récifs des îles mélanésiennes pour la revendre en Chine. La langue parlée entre ces navigateurs et les populations locales, sorte de sabir à base d'anglais et de quelques autres langues comme le portugais, constitue la toute première forme du futur pidgin qui allait se répandre dans toute la Mélanésie. C'est ainsi que le terme bichelamar a fini par désigner l'une des variantes de ce pidgin. La forme bislama est la prononciation de ce même mot dans le pidgin lui-même, et sa graphie officielle dans cette langue.

## Histoire
Dans la première moitié du XIXe siècle, la Polynésie a été le lieu d'une importante pêche à la baleine. De nombreux autochtones ont été engagés dans les équipages des baleiniers. C'est l'origine d'un premier pidgin utilisé entre membres de ces équipages. Le nombre de baleines a décru progressivement, et donc leur pêche, mais le pidgin est resté comme langue de communication.
Dans le même temps, en 1827, la présence de bois de santal a été révélée dans l'île d'Erromango. Ce bois précieux, très prisé en Chine, a été l'objet d'un intense commerce effectué par les marchands australiens. Ces deux activités se sont ajoutées à l'exploitation de l'holothurie, et à son exportation vers la Chine.
Au cours du XIXe siècle, le bichelamar est également parlé, parmi d'autres langues, en Nouvelle-Calédonie. Mais au milieu du XXe siècle le Bislama n'était plus utilisé en Nouvelle Calédonie.

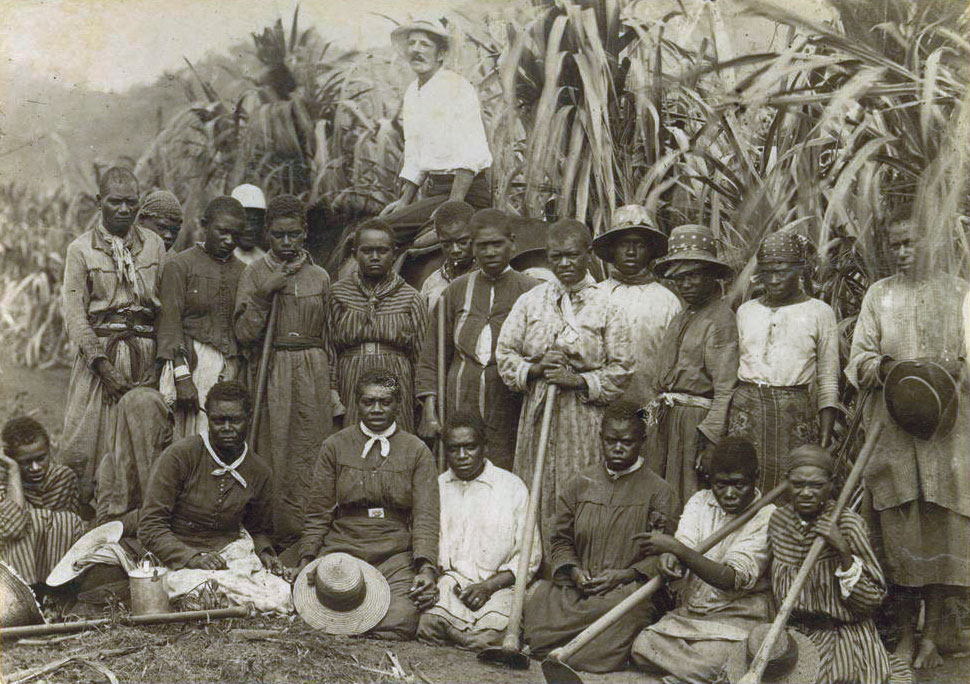
Groupe de Néo-Hébridais dans une exploitation de canne à sucre du Queensland, en Australie.

Mais aux environs de 1860, toutes ces activités déclinèrent. C'est à cette époque que se sont développées de nouvelles plantations en Australie, spécialement au Queensland : canne à sucre surtout, mais aussi coton et coprah. Ces cultures réclamant beaucoup de main d'œuvre, c'est près de 50 000 habitants du futur Vanuatu qui furent enlevés pour travailler dans les plantations, au cours d'une période connue sous le nom de « Blackbirding ». Les travailleurs étaient engagés pour une durée théorique de 3 ans, mais certains ont effectué deux, voire trois fois cette période. Les travailleurs venant d'îles différentes, et donc parlant des langues différentes, utilisèrent naturellement entre eux le pidgin qui émergeait alors. En effet, pour communiquer entre eux, ces travailleurs déracinés utilisaient un parler véhiculaire, comportant un vocabulaire anglais mais conservant la syntaxe des langues mélanésiennes. Ce pidgin est à l'origine du tok pisin aujourd'hui parlé en Papouasie-Nouvelle-Guinée ; du pijin parlé aux îles Salomon ; et du bislama parlé au Vanuatu.
À la fin de la période du Blackbirding, alors que les travailleurs rentraient chez eux autour de 1910, le bislama s'est stabilisé linguistiquement, puis a commencé à se répandre comme lingua franca, dans tout l'archipel du Vanuatu (alors nommé les Nouvelles-Hébrides). Lors de l'indépendance en 1980, il devient langue officielle, aux côtés du français et de l'anglais. De plus, en 1981, les Églises de Vanuatu ont accepté d'utiliser le bislama comme langue de communication avec leurs fidèles. Tout ceci a considérablement renforcé la position de cette langue, peu considérée jusque-là. Au cours des dernières décennies, les courants migratoires, l'urbanisation, les mariages entre groupes linguistiques différents, le livre et la radio ont contribué au processus de créolisation du pidgin-english : le bislama, dans les deux zones urbaines du pays (Port-Vila et Santo), est ainsi devenu la première langue de nombreux locuteurs qui ont cessé de parler leur langue d'origine. Il garde néanmoins son statut de pidgin (langue véhiculaire) dans les zones rurales du Vanuatu, qui continuent encore aujourd'hui à parler les langues vernaculaires d'origine.
Le bislama est actuellement la langue la plus utilisée dans l'archipel du Vanuatu, aussi bien dans la vie quotidienne que dans les médias ou au parlement, faisant office de terrain neutre dans un pays partagé entre les influences française et anglaise.

## Alphabet et prononciation

### Voyelles
- A, I, O = comme en français
- E = /e/ ou /ɛ/
- U = /u/

### Consonnes
- B, D, F, K, L, M, N, P, R, S, T, V, Y = comme en français
- G = /ɡ/, souvent confondu avec K
- P et F sont également parfois confondus (ex. : prom / from)
- H = comme en anglais, muet chez certains locuteurs
- J = entre /dʒ/ et /tʃ/
- W = /w/, comme dans watt

### Diphtongues
- AE = proche de aille (/aj/)
- AO = proche de l'anglais ow (/əʊ/)

## Grammaire

### Pronoms personnels

#### Singulier
- mi ( < me ) : je
- yu ( < you ) : tu
- hem ( < him ) : il, elle

#### Duel
- yumitu ( < you me two ) : nous deux inclusif (toi et moi)
- mitufala ( < me two fellow ) : nous deux exclusif (moi et lui)
- yutufala ( < you two fellow ) : vous deux
- tufala/tugeta ( < two fellow, together ) : eux deux, ensemble

#### Triel
- yumitrifala ( < you me three fellow ) : nous trois inclusif (vous deux et moi)
- mitrifala ( < me three fellow ) : nous trois exclusif (nous trois)
- trifala ( < three fellow ) : eux trois

#### Pluriel
- yumi ( < you me ) : nous inclusif (nous tous)
- mifala ( < me fellow ) : nous exclusif (eux et moi)
- yufala ( < you fellow ) : vous (>3)
- ol/olgeta ( < all (to)gether ) : eux, elles (>3)

### Phrase de base
Il n'y a pas de verbe être utilisé comme copule.
- mi dokta = je suis docteur
- yu smol = tu es petit

Le mot i est utilisé pour indiquer la fin du groupe sujet à la troisième personne du singulier.
- hem i dokta = il est docteur
- haos i waet = la maison est blanche

Il est présent même lorsque le sujet est omis.
- i smelem gud = ça sent bon

Le pluriel est introduit par ol, i devenant alors oli.
- ol haos oli waet = les maisons sont blanches

### Verbes
Les verbes sont soit invariables, soit possèdent deux formes.
Verbes invariables :
- kakae = manger (également « nourriture »)
- swim = doucher (également « baigner »)
- dring = boire

Verbes variables :
- giv / givim = donner
- bon / bonem = brûler, naître
- kuk / kukum = cuire, cuisiner

La forme en -m indique que le verbe possède un complément d'objet direct. Par exemple :
- haos i bon = la maison brûle
- mi bonem haos = je brûle la maison

### Marqueurs aspectuels
no : ne... pas
hem i no kakae yam = il ne mange pas d'igname
nomo : ne... plus (placé avant le prédicat)
hem i nomo kakae yam = il ne mange plus d'igname
nomo : ne... que (placé après le prédicat)
hem i kakae yam nomo = il ne mange que de l'igname
neva : ne... jamais
hem i neva kakae yam = il ne mange jamais d'igname
tes : l'action vient tout juste de se produire
mifala i tes wekap = nous venons de nous réveiller
stat : commencer, début d'un processus
hem i statem kukum kumala = elle vient juste de commencer à faire cuire les patates douces
stap : action en train de se dérouler, avoir l'habitude
hem i stap kukum kumala = elle est en train de faire cuire des patates douces / elle a l'habitude de faire cuire les patates douces
bin : lorsque l'action se déroule à un moment précis du passé
hem i bin go long Kanal = il est allé à Luganville (principale ville de Santo)
finis : exprime l'accompli
hem i kakae finis  = il a fini de manger
mas : devoir, obligation
hem i mas kakae = il doit manger
traem : essayer, tenter
hem i traemem singsing = il essaie de chanter
wantem : vouloir, désirer
hem i wantem go long Kanal = il veut aller à Luganville
save : pouvoir, savoir, capacité
mi save toktok bislama = je sais parler le bichelamar
bambae (ou seulement bae) : futur
hu ia bambae i karem yu i go kasem haos ? = qui donc t'emmenèneras jusqu'à la maison ?
niu nem ia we bambae hem i tekem = le nouveau nom qu'il adoptera
supos (ou seulement spos ou sipos) : si, exprime la supposition
supos yumitufala i faenem pig ia, bae yumi kilim hem = si nous trouvons ce cochon sauvage, nous le tuerons

### Prépositions

#### Blong
Peut se traduire par « de » ou « pour ». Dans un discours rapide, peut être raccourci en blo.
- Indique une relation d'appartenance.
  - haos blong mi = ma maison
  - naef blong yu = ton couteau
- Indique une relation plus générale entre déterminant et déterminé.
  - wil blong trak = pneu de voiture
  - mit blong pig = viande de cochon
- Indique une fonction ou un but.
  - buk blong rid = livre de lecture
  - wota blong dring = eau potable
  - mi go long taon blong pem bred = je suis allé en ville pour acheter du pain
- Indique un trait de caractère ou une origine.
  - hem i man blong drink = c'est un ivrogne
  - hem i blong Tanna = il est de Tanna

#### Long
Peut se traduire par "à", "dans", "sur" ou "avec". Dans un discours rapide, peut être raccourci en lo.
- Indique une localisation.
  - bred i stap long tebol = le pain est sur la table
  - mi stap slip long haos = je dors dans la maison
- Indique le moyen, l'instrument.
  - mi kam long trak = je suis venu en voiture
  - mi katem frut long naef = je coupe un fruit avec un couteau
- Indique une comparaison.
  - Frut ia i mo gud long taro ia = ce fruit est meilleur que ce taro
  - kava long Tanna i mo daerek long kava long Santo = le kava de Tanna est plus fort que le kava de Santo

#### Wetem
Peut se traduire par « avec », « en compagnie de ».
- Indique l'accompagnement.
  - mi kam wetem yu = je viens avec toi

#### Olsem
- marque l'identité, la ressemblance
  - wan fis olsem sak = un poisson comme un requin
  - wud ia i strong olsem ayan = ce bois est dur comme du fer

#### From
Peut se traduire par "à cause de".
- Indique la cause.
  - mi bin kam from hariken = je suis venu à cause de l'ouragan

### Interrogatifs
- Hamas : combien?
  - Hamas mane ? : combien ça coûte ?
  - I hamas ? : C'est combien ?
- Hu : qui ?
  - Woman ia hu ? : Qui est cette femme ?
  - Nem blong man ia hu ? : Quel est le nom de cet homme ?
- Wanem : quoi ?
  - Yu wantem wanem ? : Que veux-tu ?
  - Wanem nem blong yu ? Quel est ton nom ?
- Wiswan : lequel ?
  - Yu tekem wiswan ? : Lequel prends-tu ?
- Wea : où ?
  - Yu go wea ? : où vas-tu ?
- Wanem taem : quand ?
  - Stoa i klos long wanem taem ? : À quelle heure ferme le magasin ?
- Weswe : par quel moyen ? Comment ?

### Nombres
- Cardinaux
  - 1 : wan ; 2 : tu ; 3 : tri ; 4 : fo ; 5: faef ; 6 : sikis : 7 : seven ; 8 : eit ; 9 : naen ; 10 : ten ; 11 : leven ; 12 : twelef ; 13 : tatin ; 14 : fotin ; 15 : feftin ; 16 : sikistin ; 17 : seventin ; 18 : eitin ; 19 : naetin ; 20 : twante ; 30 : tate ; 40 : fote ; 50 : fefete ; 60 : sikiste ; 70 : sevente ; 100 : handred
- Ordinaux
  - 1er: nambawan (ou fes); 2e: nambatu; 3e: nambatri…

### Déterminants
- wan : un(e)
- sam-fala : des, quelques
- plante : beaucoup de
- ol : les
- wanwan : un par un
- evri : tous, chaque
- sam we long : environ
- ia : ce, cette

### Superlatif
Se construit avec le terme « mo »
- ol mo naes buluk : les plus beaux bœufs
- Wan mo gud rod : une meilleure route

### Quelques exemples
- halo : Bonjour
- olsem wanem : Comment vas-tu ?
- i gud (nomo) : (très) bien
- Tangyu tumas : Merci beaucoup
- Plis : s'il te plait
- Gudmoning : Bonjour
- Gudnaet : Bonsoir, bonne nuit
- Tata : au revoir
- Allez : au revoir
- lukim yu : À tout à l'heure, au revoir
- Wanem i rong long yu ? : Quel est ton problème ? Qu'est-ce qui ne va pas ?
- Wet smol : attend un peu
- Hem i man blong dring Tusker : C'est un buveur de bière (de Tusker, la bière locale)
- baramin/kruba/pubel/kontena : un soulard
- Graon i sek : Tremblement de terre
- basket blong sisit : boyau, intestin
- basket blong titi : soutien-gorge
- hem i gat gras tumas man ia : Cet homme est poilu
- Pepet : insecte
- Nakamal : case des hommes

## Enseignement

### EnFrance
- Le bislama est enseigné à l'Institut national des langues et civilisations orientales (Paris), dans le premier cycle de langues océaniennes